# マーガリット・バーネット
マーガリット・エミー・バーネット（英語: Marguerite Amy Burnet, 1878年11月24日 - 1951年7月2日）は、日本で活躍したイギリス人の宣教師。

## 生涯

### イギリス時代
1878年にイギリスのノリッジ市で英国教会の牧師の一人娘として生まれた。代々聖職者をする家庭で、このとき父46歳、母35歳であった。1891年、13歳の時に、母が死去する。師範学校を卒業すると、教会付属の学校の責任を持ったりオルガニストを務めたりして父の牧会を助けた。
1904年、26歳で直接献身を決意する。きっかけは、牧師館に滞在したインドへの宣教師の証を聞いたことである。宣教師は「夜も眠れないインドの夏の暑さの中で、ヒンズー教徒たちの残酷な風習とヒンズー語を苦心して習い覚え、数年間にわたって一生懸命伝道を続けたが、はっきりと救われたと思える人を一人も見出すことができなかった。そのうち妻が体をこわして帰国しなければならなくなり、今はもう一度インドへ向かう途中である」という話を聞いた。それを聞いて自分の信仰生活が偽善であることに気づいて、悔い改めた。宣教師としてインドか中国か日本へ行くことを祈る。高齢の父親の面倒を見る必要もあった。その中で1908年に特に、日本伝道隊に関心を持ち学び始める。

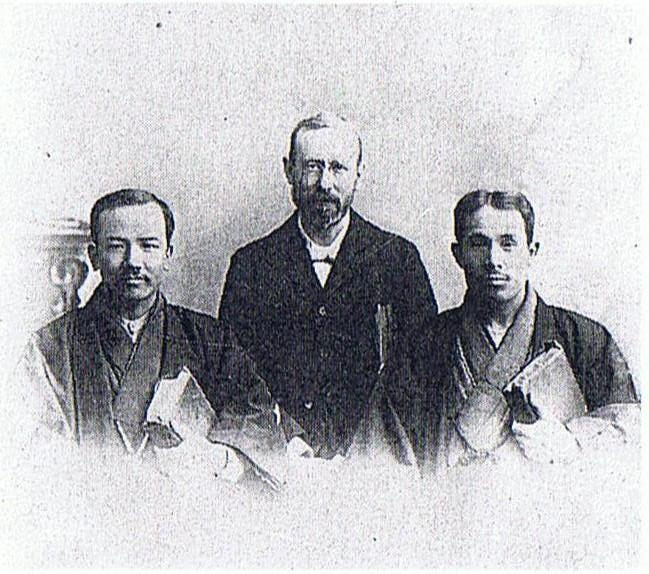
中央がパゼット・ウィルクス（1902年）

1909年、ケズィック・コンベンションに出席して、日本でのバゼット・ウィルクスの働きを聞き、ロンドンで行われた日本伝道隊の集会に出席しはじめた。

### 日本宣教
1917年（大正6年）に84歳で父が死去する。その年末12月6日に39歳で日本伝道隊の宣教師として日本に向けて旅立ち、横浜に着いた。高齢で日本語学習や日本文化への適応が困難であったが、祈りと努力の結果自由に日本語を使えるようになった。その後、日本伝道隊の有馬聖会に出席して、「足尾銅山で伝道する宣教師が必要です」という招きに応じて、鉱山宣教団（マイナース・ミッション）の宣教師になるため立ち上がった。実際は彼女は寒さが苦手で、温暖な地で奉仕することを願っていた。しかし、北関東の極寒の地で35年間伝道生活をすることになる。

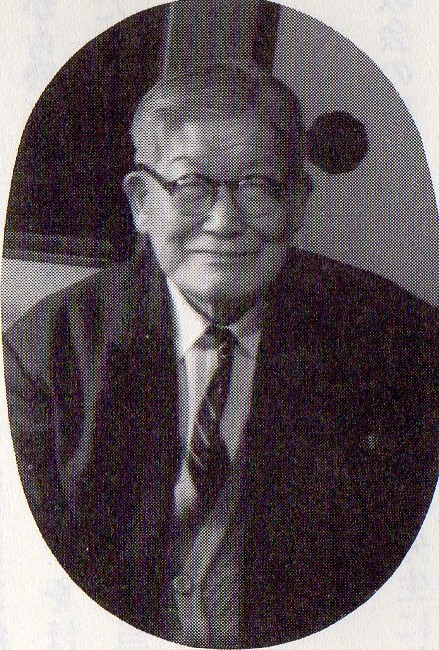
共に働いた舟喜麟一

1920年（大正9年）舟喜麟一牧師とともに足尾町で伝道活動を始める。大間々町、境町に伝道を拡大して行った。
1925年（大正14年）舟喜麟一とともに、セントラル・ジャパン・パイオニア・ミッション（Central Japan Pioneer Mission）を設立した。同じ年、太田市に聖書学校（現・中央日本聖書学院）を開校する。そこから、栃木県、群馬県、埼玉県への伝道のビジョンをもった。各地をテントで伝道を展開する。ある外国の雑誌には「彼らはミデヤン人のようにテントの中に住んでいる」と紹介されたこともある。イギリスに一時帰国する。
1927年（昭和2年）群馬県前橋に移り伝道を開始する。聖書学校も、前橋に移転し前橋聖書学寮になる。また、D・パー宣教師がイギリスから来日して、バーネットを助けることになる。
1941年（昭和16年）からの太平洋戦争中は敵性国民として軟禁されていた。この時期に不自由な生活を送り、体調を悪化させたことが、死期を早めた。
1950年（昭和25年）に福音伝道教団の理事長に就任する。1951年（昭和26年）安藤喜市に前橋聖書学寮の神学生を託して、日本で死去。安藤とバーネットは日本伝道隊の入隊が同期であった。バーネットは神学校で、6・7名の神学生を教育していたので、安藤に「安藤さん、頼みます、頼みます」とお願いして亡くなった。